# 189948 Richswanson
189948 Richswanson è un asteroide della fascia principale. Scoperto nel 2003, presenta un'orbita caratterizzata da un semiasse maggiore pari a 3,1238946 UA e da un'eccentricità di 0,2378565, inclinata di 8,80799° rispetto all'eclittica.